# تافت (فلوریدا)
تافت (به انگلیسی: Taft) یک منطقهٔ مسکونی در ایالات متحده آمریکا است که در شهرستان اورنج، فلوریدا واقع شده‌است. تافت ۲٫۷ کیلومتر مربع مساحت و ۲٬۲۰۵ نفر جمعیت دارد و ۲۹ متر بالاتر از سطح دریا قرار دارد.